# Mesocleonus
 Mesocleónus — рід жуків родини Довгоносики (Curculionidae).

## Зовнішній вигляд
Основні ознаки:
- надкрила з добре розвиненими плечима;
- Головотрубка довга і з серединною борозною, принаймні, в основній своїй частині;
- черевце без плям.

## Спосіб життя
Невідомий, ймовірно, він типовий для Cleonini.

## Географічне поширення
Ареал роду обмежений Центральною Африкою.

## Класифікація
У цьому роді описано один вид:
- Mesocleonus implicatus Faust, 1885